# Olivier Duhamel
Olivier Duhamel (geboren 2. Mai 1950 in Neuilly-sur-Seine) ist ein französischer Politikwissenschaftler, Verfassungsrechtler und Politiker (PS). Von 1997 bis 2004 war er Mitglied des Europäischen Parlaments.

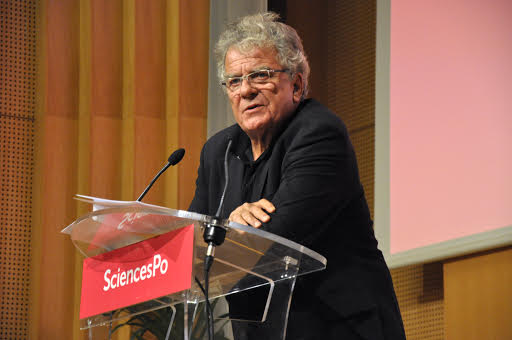
Olivier Duhamel (2016)

## Leben
Olivier Duhamel ist ein Sohn des Politikers Jacques Duhamel (1924–1977) und der Verlegerin Colette Rousselot (1924–2008), die in zweiter Ehe Claude Gallimard heiratete. Über seine Eltern schrieb er 2019 das Erinnerungsbuch Colette et Jacques. Er selbst war von 1974 bis 1981 mit Leïla Murat verheiratet und ab 1987 mit der Schriftstellerin Évelyne Pisier, die drei Kinder aus der Ehe mit Bernard Kouchner mitbrachte, sie adoptierten zwei weitere Kinder. Pisier schrieb 2005 darüber eine fiktive Autobiografie Une question d’âge.
Duhamel studierte von 1967 bis 1973 Jura, insbesondere öffentliches Recht, und Politikwissenschaft an der Universität Paris-Nanterre, arbeitete dort als Hochschulassistent und wurde 1979 mit der Arbeit La Gauche et la Ve République promoviert. Ab 1981 lehrte er öffentliches Recht an der Universität der Franche-Comté in Besançon, von 1984 bis 1988 an der Universität Paris-Nanterre und danach an der Université Paris 1 Panthéon-Sorbonne. Von 1986 bis 2010 lehrte er am Institut d’études politiques de Paris (Sciences Po). Von 2016 bis 2021 war er Präsident der Fondation nationale des sciences politiques.
Duhamel war von 1983 bis 1995 Berater im Conseil constitutionnel und auch danach Berater in verschiedenen Verfassungsausschüssen. Er zog 1997 als Nachrücker für Pierre Moscovici auf der Liste der Parti socialiste in das Europäische Parlament ein und wurde 1999 wiedergewählt. Dort saß er bis 2004 in der Fraktion der Sozialdemokratischen Partei Europas (SPE), deren Vorstand er 2002–2004 angehörte. Von 2000 bis 2004 war er Mitglied im Ausschuss für konstitutionelle Fragen des EU-Parlaments.
Von 2004 bis 2010 kommentierte er die aktuelle Politik im Mittagsmagazin des Radiosenders France Culture und arbeitete danach mit Europe 1 und dem Fernsehsender LCI zusammen.

### Ausübung sexualisierter Gewalt gegen den Stiefsohn in den 1980er Jahren
Im Januar 2021 wurde Duhamel von seiner Stieftochter Camille Kouchner (geboren 1975) in ihrem Buch La Familia grande wiederholter inzestuöser und pädophiler Handlungen an ihrem Zwillingsbruder Antoine während der 1980er Jahre beschuldigt. Duhamel zog sich daraufhin aus seinen öffentlichen Funktionen zurück. Das öffentliche Aufsehen sorgte für das Aufkommen des an die MeToo-Kampagne angelehnten Hashtag #MeTooInceste in den sozialen Netzwerken, der sexuelle Übergriffe im familiären Umfeld thematisiert. Mitte April 2021 hat Duhamel bei einer polizeilichen Vernehmung zugegeben, seinen Stiefsohn als Teenager wiederholt sexuell missbraucht zu haben. Am 14. Juni 2021 gab die Pariser Staatsanwaltschaft bekannt, dass das Ermittlungsverfahren gegen Duhamel wegen Ablauf der Verjährungsfrist von 10 Jahren nach Volljährigkeit des Geschädigten eingestellt wurde. Der Ausübung sexualisierter Gewalt gegen weitere Kinder wird er nicht verdächtigt.

## Schriften (Auswahl)
- Chili ou la Tentative, Révolution/Légalité. Gallimard, 1974
- La Gauche et la Cinquième République. Presses universitaires de France, 1980
- mit François Châtelet, Évelyne Pisier-Kouchner Histoire des conceptions politiques. Presses universitaires de France, 1982
- mit François Châtelet, Évelyne Pisier-Kouchner Dictionnaire des œuvres politiques, Presses universitaires de France 1986
- mit Yves Mény: Dictionnaire constitutionnel. Presses universitaires de France, 1991
- mit Philippe Ardant: Le parlement. Paris: Presses universitaires de France, 1993, ISBN 2-13-045432-1
- Droit constitutionnel et politique. Paris : Le Seuil, 1994
- mit Martine Aubry: Petit Dictionnaire pour lutter contre l'extrême-droite. Le Seuil, 1995
- mit Philippe Ardant: Les juges. Paris: Seuil, 1995, ISBN 2-02-025863-3
- mit Daniel Cohn-Bendit, Thierry Vissol: Petit dictionnaire de l'Euro. Le Seuil, 1998
  - mit Daniel Cohn-Bendit, Thierry Vissol: Euro für alle : das Währungswörterbuch. Übersetzung Ronald Voullié, Rainer Sprengel. Köln : DuMont, 1998, ISBN 978-3-7701-4589-8
- mit Robert Darnton (Hrsg.): Démocratie, démocraties. Éditions du Rocher, 1999
- Le quinquennat. Presses de Sciences Po, 2000
- Vive la VIe République. Seuil, 2002
- Pour l'Europe – Le texte intégral de la Constitution expliqué et commenté. Seuil, 2003
- Histoire des présidentielles. Seuil, 2007
- mit Michel Field: Le starkozysme. Seuil, 2008
- Droit constitutionnel et institutions politiques. Seuil, 2009
- mit Jean-Jacques Chevallier, Guy Carcassonne, Julie Benetti: Histoire de la Ve République (1958–2009). Dalloz, 2009
- Colette et Jacques. Plon, 2019
- mit Martial Foucault, Mathieu Fulla, Marc Lazar: La Ve République démystifiée. Presses de Sciences Po, 2019